# Puig de la Creu (Begues)
El Puig de la Creu és una muntanya de 461 metres que es troba al municipi de Begues, a la comarca del Baix Llobregat.